# Précession
Cet article possède un paronyme, voir Récession.
 (décembre 2021).
Si vous disposez d'ouvrages ou d'articles de référence ou si vous connaissez des sites web de qualité traitant du thème abordé ici, merci de compléter l'article en donnant les références utiles à sa vérifiabilité et en les liant à la section « Notes et références ».

Précession d'un gyroscope.

Phénomène de précession des équinoxes de la Terre.

La précession est le nom donné au changement graduel d'orientation de l'axe de rotation d'un objet ou, de façon plus générale, d'un vecteur sous l'action de l'environnement, par exemple, quand un couple lui est appliqué. Ce phénomène est aisément observable avec une toupie, mais tous les objets en rotation peuvent subir la précession. Lors de la précession, l'angle que fait l'axe de rotation ou le vecteur avec une direction donnée reste fixe et est appelé angle de nutation et noté en général {\displaystyle \theta }. C'est l'un des trois angles d'Euler. Le vecteur ou l'axe de rotation décrit ainsi au cours du temps un cône dont l'axe est la direction fixée. Ce cône est parcouru à une vitesse angulaire constante qui est déterminée par les données du problème. Le sens dans lequel se produit la précession dépend du problème considéré.

## Formule mathématique
La formule mathématique qui décrit la précession d'une quantité {\displaystyle {\mathbf {N} }} s'écrit
{\displaystyle {\frac {{\rm {d}}{\mathbf {N} }}{{\rm {d}}t}}={\mathbf {\Omega } }\wedge {\mathbf {N} }},
où {\displaystyle {\mathbf {\Omega } }} est une quantité vectorielle constante (ou éventuellement lentement variable). Sa direction détermine l'axe du cône de précession et sa norme est homogène à une vitesse angulaire. Dans un tel cas, la précession s'effectue à la vitesse angulaire 
{\displaystyle \Omega _{p}=|{\mathbf {\Omega } }|},
et dans le sens trigonométrique dans le plan orienté par {\displaystyle {\mathbf {\Omega } }}.
La précession peut être expliquée intuitivement par le "modèle à roue carrée".

## Les différents types de précession
Un grand nombre de situations physiques donnent lieu à un phénomène de précession :
- en mécanique, un objet tournant tel une toupie ou un gyroscope va connaître un mouvement de précession s'il n'est pas équilibré, c'est-à-dire si la résultante des moments des forces qui s'exercent sur lui n'est pas nulle.
- Le plan d'oscillation d'un pendule de Foucault subit une précession au cours du temps, manifestant ainsi la rotation de la Terre. L'effet physique à l'origine de ceci est la force de Coriolis.

### En astronomie

#### Précession des équinoxes
Un corps tournant sur lui-même peut être vu comme un gyroscope et peut être amené à effectuer une précession. C'est par exemple le cas de la Terre, dont l'axe des pôles est en précession du fait des interactions gravitationnelles avec le Soleil et la Lune. Ce phénomène a été découvert par l'astronome grec Hipparque, peu après l'an 150 av. J.-C.

#### Précession du moment cinétique orbital
Un corps en orbite va posséder, en plus de sa rotation propre, un moment cinétique orbital résultant de son mouvement circulaire ou elliptique autour du corps central. La direction du moment cinétique orbital représente la normale au plan de l'orbite de l'astre. Ce plan peut éventuellement subir une précession sous l'influence d'autres corps célestes. Il en est de même de façon générale dans le cas d'orbite complexe autour du centre de gravité de système multiple.

#### Précession absidale

Les planètes en orbite autour du Soleil suivent des orbites elliptiques (ovales) qui tournent dans le temps (précession absidale) l'excentricité de cette ellipse et le taux de précession de l'orbite sont ici exagérés pour la visualisation. La plupart des orbites du système solaire ont une excentricité beaucoup plus faible et accomplissent leur précession à un rythme beaucoup plus lent.

Un corps en orbite elliptique peut voir son orbite perturbée dans son plan par d'autres astres. Une des perturbations tend à faire varier l'axe déterminé par le demi grand axe de l'orbite (le vecteur de Runge-Lenz). Ainsi, la direction déterminée par le point de l'orbite le plus proche du corps central varie-t-elle au cours du temps. On parle de précession du périhélie, ou plus généralement, en dehors du système solaire, de précession du périastre (ou avance du périastre). L'avance du périastre peut être produite par les interactions avec d'autres corps, mais peut aussi l'être par un écart à la sphéricité du corps central. Une troisième cause possible d'avance du périastre est prédite par la relativité générale, dont un des effets les plus facilement observables est une avance du périastre s'ajoutant aux autres causes énumérées ci-dessus. L'avance du périhélie de la planète Mercure a été la première vérification de la théorie de la relativité générale découverte par Albert Einstein. Le système présentant la plus grande avance relativiste du périastre est le pulsar double PSR J0737-3039 (plus de 16 degrés par an).

#### Effet Einstein-de Sitter
Une particule plongée dans un champ gravitationnel va également voir son moment cinétique propre entrer en précession du fait de l'existence de celui-ci. On parle d'effet de Sitter, prédit pour la première fois en 1916 par Willem de Sitter.

#### Précession géodétique
La combinaison de la précession de Thomas et de l'effet Einstein-de Sitter porte le nom de précession géodétique.

#### Effet Lense-Thiring
La relativité générale prédit également qu'un corps tournant provoque un effet d'entraînement de l'espace-temps dans le sens de sa rotation. Cet effet, souvent appelé de son nom anglais de frame-dragging est l'effet Lense-Thirring, découvert par Josef Lense et Hans Thirring en 1918 provoque une précession supplémentaire du moment cinétique orbital d'un corps si le plan de l'orbite n'est pas perpendiculaire à l'axe de rotation du corps central, ainsi qu'une précession supplémentaire du périastre et du moment cinétique propre des corps soumis à l'influence du corps central. Dans ce dernier cas, on parle parfois de précession de Schiff. L'effet Lense-Thirring peut en principe être décelable indirectement par l'étude des disques d'accrétion d'objets compacts. Sa mesure précise dans le champ gravitationnel terrestre est l'objet de la mission satellite Gravity Probe B de la NASA lancé en 2004 et dont les résultats, positifs, ont été annoncés le 4 mai 2011. L'effet Lense-Thirring fait partie des manifestations du gravitomagnétisme, une analogie formelle et imparfaite entre certains aspects de la relativité générale et de l'électromagnétisme.

#### Précession nodale
La précession nodale désigne la précession du plan d'orbite d'un satellite autour de l'axe de rotation d'un corps céleste. Elle est due à la non-uniformité du champ gravitationnel de cet astre, elle-même due au fait que cet astre n'est pas parfaitement sphérique.

### En physique atomique

#### Précession de Larmor
Une particule possédant un moment magnétique va voir celui-ci entrer en précession quand la particule est plongée dans un champ magnétique. On parle alors de précession de Larmor, dont la fréquence peut être mesurée.

#### Précession de Thomas
Le moment cinétique propre (le spin) d'une particule va également subir une précession si la particule est accélérée. Ce résultat, conséquence de la relativité restreinte, a été correctement expliqué pour la première fois par Llewellyn Thomas dans le courant des années 1920 et porte le nom de précession de Thomas.

## La précession mécanique
Lorsqu'un objet en rotation subit un couple, son axe de rotation change au cours du temps. Ce phénomène résulte du théorème du moment cinétique, conséquence du principe fondamental de la dynamique formulé dans la seconde moitié du XVIIe siècle par Isaac Newton. Quand ce couple est exercé par une force de direction constante (par exemple la pesanteur terrestre) sur un objet dont le moment cinétique est suffisamment important et dont l'axe de rotation passe par le point d'application de la force, alors l'objet va entrer en précession, c'est-à-dire que son moment cinétique va garder une intensité constante, mais va voir sa direction décrire une précession autour de la direction de la force. 
En pratique, une toupie lancée avec une vitesse suffisamment grande va satisfaire à ces hypothèses. Son axe de rotation va ainsi garder un angle constant avec la verticale (la direction de la force de pesanteur), mais va tourner à vitesse constante (si l'on néglige les frottements).

### Physique de la précession
Dans ces conditions, la période de précession est la suivante :
{\displaystyle T_{p}={\frac {4\pi ^{2}I_{s}}{CT_{s}}}},
Dans laquelle Is est le moment d'inertie, Ts la période de rotation autour de l'axe de rotation, et C est le couple. Cette expression peut se réécrire en termes des vitesses angulaires correspondantes. En notant ωs la vitesse angulaire du corps ({\displaystyle \omega _{s}=2\pi /T_{s}}) et Ωp celle de la précession ({\displaystyle \Omega _{p}=2\pi /T_{p}}), on a
{\displaystyle \Omega _{p}\omega _{s}={\frac {C}{I_{s}}}}.